# 州間高速道路85号線
州間高速道路85号線（しゅうかんこうそくどうろ85ごうせん、英: Interstate Highway 85）は、アメリカ合衆国の南東部を走る州間高速道路である。道路の北端はアラバマ州モンゴメリーの州間高速道路65号線との接続点、南端はバージニア州ピーターズバーグ北端の州間高速道路95号線との接続点で、途中アトランタ、シャーロットなどの都市を経由する。
この州間高速道路に附属する二級州間高速道路は、185、185、285、385、485、585、675、785、985号線である。

## 全長
| マイル | km      | 通過する州       |  |
|        |         |                  |  |
| 80     | 128.75  | アラバマ         |  |
| 179.90 | 289.52  | ジョージア       |  |
| 106.28 | 171.04  | サウスカロライナ |  |
| 231.23 | 372.13  | ノースカロライナ |  |
| 68.64  | 110.47  | バージニア       |  |
|        |         |                  |  |
| 666.05 | 1071.90 | Total            |  |